# Neuer jüdischer Friedhof (Niederkirchen)

Neuer jüdischer Friedhof

Der neue jüdische Friedhof Niederkirchen ist ein Friedhof in der Ortsgemeinde Niederkirchen (Westpfalz) im Landkreis Kaiserslautern in Rheinland-Pfalz. Er steht als Kulturdenkmal unter Denkmalschutz.
Der jüdische Friedhof liegt Am Steinhügel am östlichen Ortsrand. Der Elsbach fließt unweit östlich.
Auf dem 720 Quadratmeter großen ummauerten Friedhof, der im Jahr 1860 angelegt wurde, sind etwa siebzig Grabsteine aus dem 19. und dem frühen 20. Jahrhundert erhalten. Auf dem Begräbnisplatz befinden sich auch Grabsteine des abgeräumten Friedhofs in Olsbrücken.

## Alter jüdischer Friedhof
Lage
Der alte jüdische Friedhof auf dem Hahnenhügel wurde um 1650 angelegt. Auf dem 550 Quadratmeter großen Gelände sind noch zwei Grabsteine, wohl vom Anfang des 19. Jahrhunderts, vorhanden.